# Bröderna Daltons skatt
Bröderna Daltons skatt (Le magot des Dalton) är ett Lucky Luke-album från 1980. Det är det 47:e albumet i ordningen, och har nummer 41 i den svenska utgivningen. Det är det första fullängdsalbumet med Lucky Luke skrivet efter René Goscinnys frånfälle 1977.

## Handling
Bröderna Dalton sitter i fängelse i Yuma i Arizona. Deras cellkamrat Fénimore Buttercup irriterar sig på att de snarkar - så för att få dem att rymma låtsas han prata i sömnen om att han begravt 100 000 US-dollar, som han skall gräva upp när han blir fri om fem år. Och hans plan lyckas; bröderna Dalton rymmer i en matvagn.
Bröderna Dalton kommer så småningom, via New New Orléans, till Red Rock Junction, där det visar sig att ett fängelse byggts ovanpå stället där skatten ligger gömd. De gör allt för att åka i fängelse, men domaren vägrar arrestera dem. Bröderna Dalton bestämmer sig till slut för att, för första gången, bryta sig in i ett fängelse - samtidigt som Lucky Luke förstås är dem på spåren...

## Svensk utgivning
- Morris; Vicq, (översättare: Jerk Sander) (1980). Bröderna Daltons skatt. Lucky Lukes äventyr: 41. Stockholm: Bonniers Juniorförlag. Libris 7285269. ISBN 91-48-50362-2
- I Lucky Luke – Den kompletta samlingen ingår albumet i "Lucky Luke 1980-1982". Libris 10147841. ISBN 91-7134-350-4
- Den svenska utgåvan trycktes även som nummer 63a i Tintins äventyrsklubb (1989). Libris 7674078. ISBN 91-7904-245-7